# Niløse
Niløse is een plaats in de Deense regio Seeland, gemeente Sorø. De plaats telt 223 inwoners (2008).